# Carlos Andrés Pérez
Carlos Andrés Pérez Rodríguez, popolarmente noto con l'acronimo CAP (Rubio, 27 ottobre 1922 – Miami, 25 dicembre 2010), è stato un politico venezuelano, che fu presidente del Venezuela dal 12 marzo 1974 al 12 marzo 1979 e dal 2 febbraio 1989 al 21 maggio 1993.
Durante il primo mandato fu il presidente della cosiddetta Venezuela Saudita, come era chiamato il Paese che grazie alla produzione del petrolio si trovava nelle migliori condizioni economico-sociali di tutto il Latinoamerica dopo il boom del prezzo del greggio nel 1973.
In seguito il Venezuela iniziò ad avere difficoltà economiche e durante il suo secondo mandato Perez ricevette grandi critiche. Nel 1989 fece reprimere le proteste popolari provocando la strage nota come caracazo e in quegli anni vi furono due tentativi di colpo di Stato ai suoi danni. Nel 1993 fu destituito con l'accusa di peculato doloso e malversazione e l'anno dopo fu incarcerato dopo essere stato riconosciuto colpevole. Dopo la scarcerazione subì nuovi processi e scelse di vivere come latitante negli Stati Uniti, dove trascorse i suoi ultimi anni.

## Biografia

### Origini e istruzione
Nato e cresciuto a Rubio, città al confine con la Colombia, era il penultimo dei dodici figli dell'emigrato colombiano Antonio Pérez e di Julia Rodríguez, proprietari di una piccola piantagione di caffè. Studiò al Colegio María Inmaculada dei domenicani e nel 1935 si trasferì con la famiglia nella capitale Caracas, dove frequentò il Liceo Andrés Bello. Ottenne il diploma di maturità con l'indirizzo in filosofia e nel 1944 si iscrisse alla Facoltà di Giurisprudenza dell'Università Centrale del Venezuela, ma lasciò gli studi per dedicarsi alla politica.

### Inizio dell'attività politica
Nel 1938 era stato uno dei fondatori dell'Associazione giovanile venezuelana e si era unito al Partido Democrático Nacional (PDN), formato l'anno prima da Rómulo Betancourt in opposizione al regime dittatoriale del generale Eleazar López Contreras. Nel 1941 il partito fu ribattezzato Acción Democrática (AD) e Pérez rimase legato al gruppo socialista non marxista che sarebbe stato negli anni successivi tra i pionieri della socialdemocrazia in Sudamerica. Il 18 ottobre 1945 vi fu il colpo di Stato organizzato da una fazione delle forze armate e da Acción Democrática, che pose fine al regime militare del generale Isaías Medina Angarita. Il potere passò al Consiglio rivoluzionario presieduto da Betancourt, che chiamò al proprio fianco Pérez come segretario privato e segretario del Consiglio dei ministri.

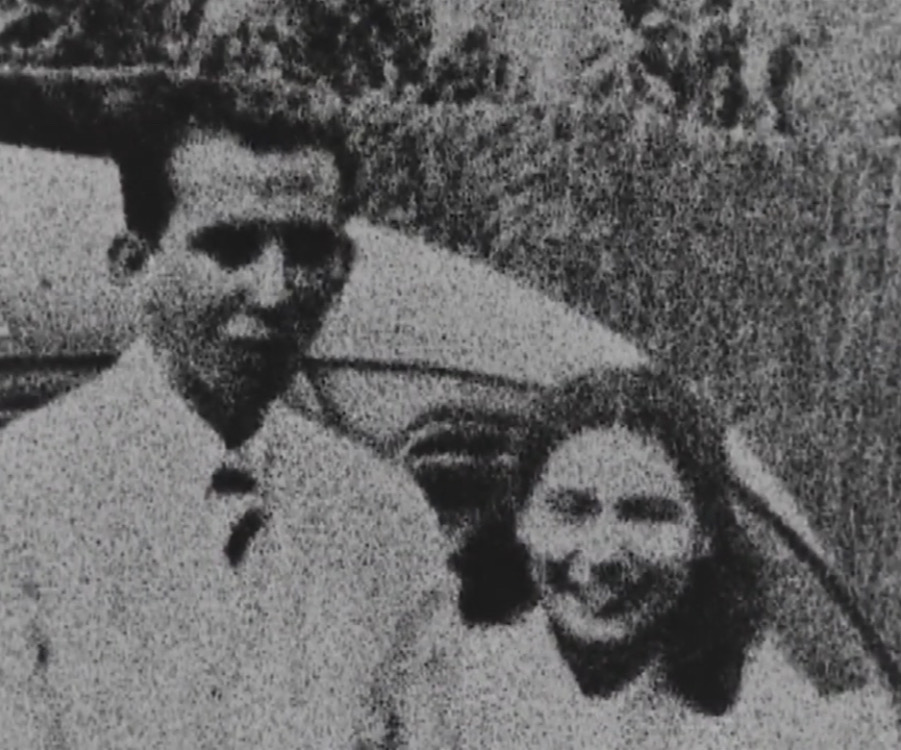
Pérez e la moglie Blanca Rodríguez attorno al 1944

### Deputato in Parlamento ed esilio
Le elezioni del 1946 videro il trionfo di AD e Pérez fu eletto deputato per lo stato di Táchira, l'anno successivo fu eletto deputato nella camera bassa del Congresso, sempre per Táchira. Il 24 novembre 1948 vi fu il colpo di Stato militare contro il neoeletto presidente Rómulo Gallegos, che pose fine all'esperienza degli Adecos, come erano chiamati gli aderenti a Azione Democratica. Pérez, altri militanti del partito e funzionari governativi si rifugiarono a Maracay e portarono avanti i propri incarichi istituzionali ma non fu loro permesso dalla giunta militare, che represse ogni forma di resistenza. Pérez fu incarcerato e l'anno dopo fu espulso dal Venezuela. Nei dieci anni successivi rimase in esilio in diversi Paesi dell'America Latina insieme alla moglie, la cugina Blanca Rodríguez dalla quale avrebbe avuto sei figli. Nel 1952 tornò clandestinamente in Venezuela per organizzare la resistenza contro il dittatore Marcos Pérez Jiménez, fu subito incarcerato e in seguito espulso nuovamente. Negli anni successivi si crearono fazioni contrapposte all'interno delle forze armate e il 23 gennaio 1958 Pérez Jiménez fu costretto a lasciare il Paese durante una sollevazione popolare.

### Ritorno in patria, ministro e segretario di Azione Democratica
In quel periodo tornarono in patria Perez e Betancourt, che a sua volta era stato in esilio, e insieme si dedicarono a ricostruire Azione Democratica in vista delle elezioni del 7 dicembre 1958, nelle quali il partito si aggiudicò la maggioranza dei seggi sia alla Camera che al Senato. Perez fu eletto alla Camera, mandato che avrebbe ricevuto anche nelle successive elezioni fino al 1974. Betancourt ottenne il suo secondo mandato come presidente della Repubblica, nel 1960 affidò a Pérez la carica di direttore generale del Ministero dell'Interno e l'anno dopo lo nominò ministro dello stesso dicastero. In questa veste Pérez represse duramente la guerriglia delle Forze armate di liberazione nazionale, braccio armato del Partito Comunista del Venezuela e organizzazione guevarista appoggiata da Cuba, nonché il Movimiento de Izquierda Revolucionaria, organizzazione extraparlamentare filo-castrista nata da una spaccatura di Azione Democratica. Con la nuova vittoria di AD nelle elezioni del 1963, il candidato dell'ala moderata Raúl Leoni succedette a Betancourt alla presidenza della Repubblica e nel nuovo esecutivo non vi fu posto per Pérez, che divenne capo-gruppo parlamentare di AD. Nel 1968 divenne Segretario Generale del Comitato Esecutivo Nazionale del partito e principale oppositore del nuovo presidente Rafael Caldera del COPEI, il Partito Socialista Cristiano che aveva vinto le elezioni del 1968.

### Primo mandato da presidente della Repubblica
Con il benestare di Betancourt, Pérez fu scelto come candidato alla presidenza per le elezioni del dicembre 1973. La sua campagna elettorale fu incentrata sull'assegnare il controllo allo Stato dei grandi giacimenti petroliferi del Venezuela, che era diventato grazie ad essi il Paese con il reddito pro capite più alto in Sudamerica. Raccolse grande consenso la sua proposta di utilizzare il petrolio per strappare al mondo più industrializzato concessioni in favore dei Paesi in via di sviluppo per un ordine economico internazionale più giusto, con benefici per la popolazione. Alle presidenziali ottenne il 48,7% e fu eletto presidente della Repubblica il 12 marzo 1974. Era un momento particolarmente propizio per il Venezuela, a seguito della guerra del Kippur dell'ottobre 1973, i Paesi arabi avevano costretto l'OPEC a ridurre le quote di petrolio per i Paesi che avevano appoggiato Israele nel conflitto generando la grave crisi energetica del 1973; in 5 mesi il prezzo del medio del barile di greggio era passato da 3,5 a 10 dollari. Il Venezuela era estraneo al conflitto e si trovò un'enorme quantità di valuta proveniente dalle esportazioni del petrolio.

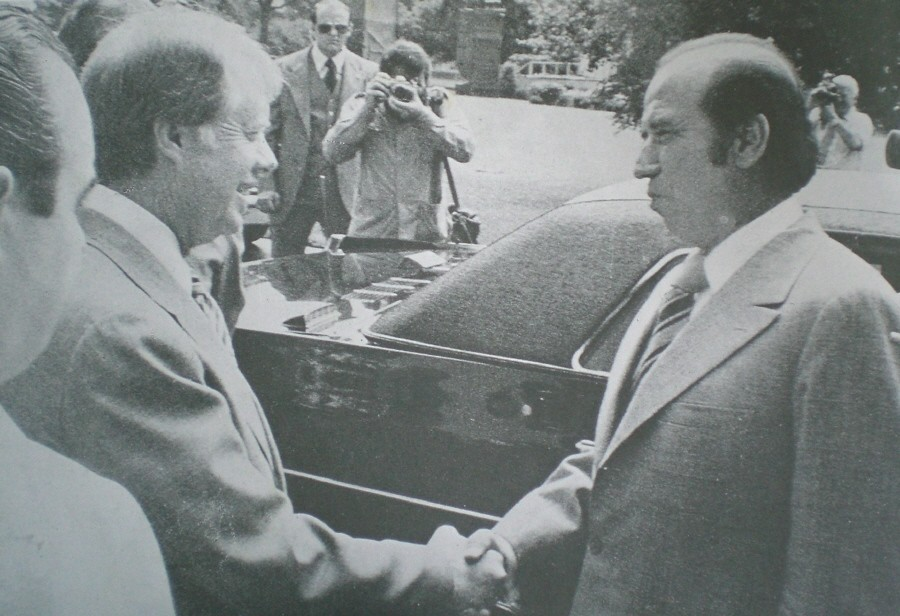
Perez nel 1977 con Jimmy Carter, il presidente americano normalizzò i rapporti con il Venezuela, che si erano incrinati durante la precedente amministrazione di Gerald Ford dopo che il governo di Perez aveva riconosciuto il governo di Cuba

Il Congresso assegnò a Pérez poteri straordinari che gli consentirono di governare senza compromessi e di attuare il suo programma economico, con l'obiettivo di raggiungere la piena occupazione, aumentare il benessere di lavoratori e pensionati, e distribuire con più equità il reddito nazionale. Diede il via a grandi investimenti nell'industria e nel settore estrattivo. La nazionalizzazione dell'industria del ferro fu stabilita nel dicembre 1974 e nell'agosto 1975 fu approvata la nazionalizzazione del petrolio con la fondazione della PDVSA, la compagnia petrolifera statale venezuelana; furono revocate tutte le concessioni alle società private, che furono coinvolte nella nuova holding gestita dallo Stato. Le aziende straniere che erano coinvolte nella produzione e nel commercio del petrolio furono indennizzate e liquidate. Fu uno dei primi al mondo a introdurre un modello di sviluppo sostenibile dal punto di vista ecologico, che nel 1975 gli valse il primo premio Earth Care mai assegnato a un capo di Stato dell'America Latina. Altre sue iniziative furono il calo della produzione del petrolio per preservarne i giacimenti, la concessione di incentivi per dare impulso alle piccole aziende, l'impiego di grandi capitali per nuove centrali idroelettriche, acciaierie e programmi di istruzione. Durante il suo primo mandato, i rapporti con gli Stati Uniti furono buoni ma il Venezuela mantenne la propria autonomia, riaprendo le relazioni diplomatiche con Cuba, interrotte nel 1961, e sollecitando gli USA a restituire a Panama il controllo del canale di Panama.
Ricevette critiche verso la fine del mandato per la sua gestione dubbia dei grandi capitali che ebbe a disposizione, con eccessivi investimenti per le casse dello Stato nella prospettiva di un aumento del costo del greggio che non si registrò, trovandosi costretto a ricorrere a prestiti da banche internazionali e caricando lo Stato di debiti. Nonostante la fertilità del terreno e i grandi capitali a disposizione per sfruttarla, il Venezuela in quel periodo importò l'80% del suo fabbisogno alimentare tra lo scarso interesse del governo e la crescente urbanizzazione con l'abbandono delle campagne. I suoi programmi trovarono ostacoli a livello burocratico, nella scarsità di manodopera e nella crescente corruzione. Attirò su di sé polemiche per la sua apertura al dialogo e gli aiuti ai Paesi del terzo mondo che avevano governi progressisti in un momento in cui vi era un irrigidimento della guerra fredda. Secondo la Costituzione del 1961, un presidente della Repubblica poteva ricandidarsi alla carica dopo due mandati e per le elezioni del 1978 AD scelse come candidato Luis María Piñerúa Ordaz. Il COPEI presentò Luís Herrera Campíns, il quale durante la campagna elettorale accusò Pérez di aver sperperato i soldi dello Stato e di aver alimentato la corruzione; Herrera conquistò il favore del popolo, che lo scelse come nuovo presidente.

### Secondo mandato
In qualità di ex presidente, Pérez fu nominato senatore a vita e rimase attivo sulla scena internazionale grazie ai molti agganci che aveva, nel 1980 divenne presidente dell'Associazione latinoamericana per i diritti umani e fu rieletto vicepresidente dell'Internazionale socialista. Nei 10 anni che trascorsero tra i suoi due mandati di presidente della Repubblica, fu attivo nella mediazione di conflitti nazionali e mantenne vivo il proprio ricordo tra il popolo visitando a piedi le zone più umili di tutto il Paese. AD vinse le elezioni del dicembre 1983 e fu nominato presidente della Repubblica il segretario del partito Jaime Lusinchi. Deciso a essere rieletto capo di Stato, Perez vinse le primarie di AD del 1987 e divenne il candidato del partito per le presidenziali del 1988. Era ricordato dai venezuelani come il presidente del miracolo economico degli anni settanta e fu visto come l'uomo della provvidenza per far fronte alle gravi difficoltà del Paese. L'economia del Venezuela dipendeva in larga parte dal petrolio, i cui prezzi erano scesi, erano diminuite le entrate e lo Stato non riusciva a pagare i crescenti debiti con l'estero. La svalutazione del bolívar venezuelano nel 1986 aveva dato il via a un processo di inflazione senza precedenti e nel 1988 l'indice dei prezzi era aumentato del 35%. Nonostante la gestione del Paese fosse stata negativa durante il mandato del suo compagno di partito Lusinchi, alle elezioni del dicembre 1988 Pérez ottenne il 54,6% dei voti e il 2 febbraio 1989 fu rieletto presidente, festeggiato da personalià della sinistra come Fidel Castro, Mário Soares e Felipe González.

Repressione dell'esercito durante il Caracazo

La grave crisi economica non gli permise il populismo del precedente mandato. I ministri furono scelti tra tecnocrati e manager; accettò le condizioni imposte dal Fondo monetario internazionale per avere un prestito di 4,5 miliardi di dollari e quello stesso mese annunciò le drastiche misure di austerità con cui impose aumenti del 100% dei prezzi della benzina e del 30% delle tariffe del servizio pubblico, la liberalizzazione dei prezzi di prodotti non inclusi nel paniere e dei tassi di interesse fino al 30%; il congelamento delle assunzioni nel pubblico impiego, tagli alla spesa pubblica ecc. In cambio comunicò la concessione di aumenti salariali per i lavoratori e borse di studio per scolari provenienti da famiglie povere, la creazione di 42.000 asili nido per bambini ecc. Il 27 febbraio entrarono in vigore nuovi prezzi e tariffe e subito nei quartieri popolari di Caracas scoppiarono violente rivolte con saccheggi di negozi che si estesero in tutta la capitale e in altre importanti città del paese. Le forze dell'ordine non seppero opporsi e il giorno dopo Perez mobilitò l'esercito, decretando lo stato di emergenza e il coprifuoco. Le proteste continuarono e sulle strade della capitale l'esercito fece una strage tra i manifestanti che passò alla storia come caracazo. Il governo annunciò 276 morti, ma varie ONG locali sostennero l'esistenza di fosse comuni piene di cadaveri e riportarono la scomparsa di 2.000 persone.

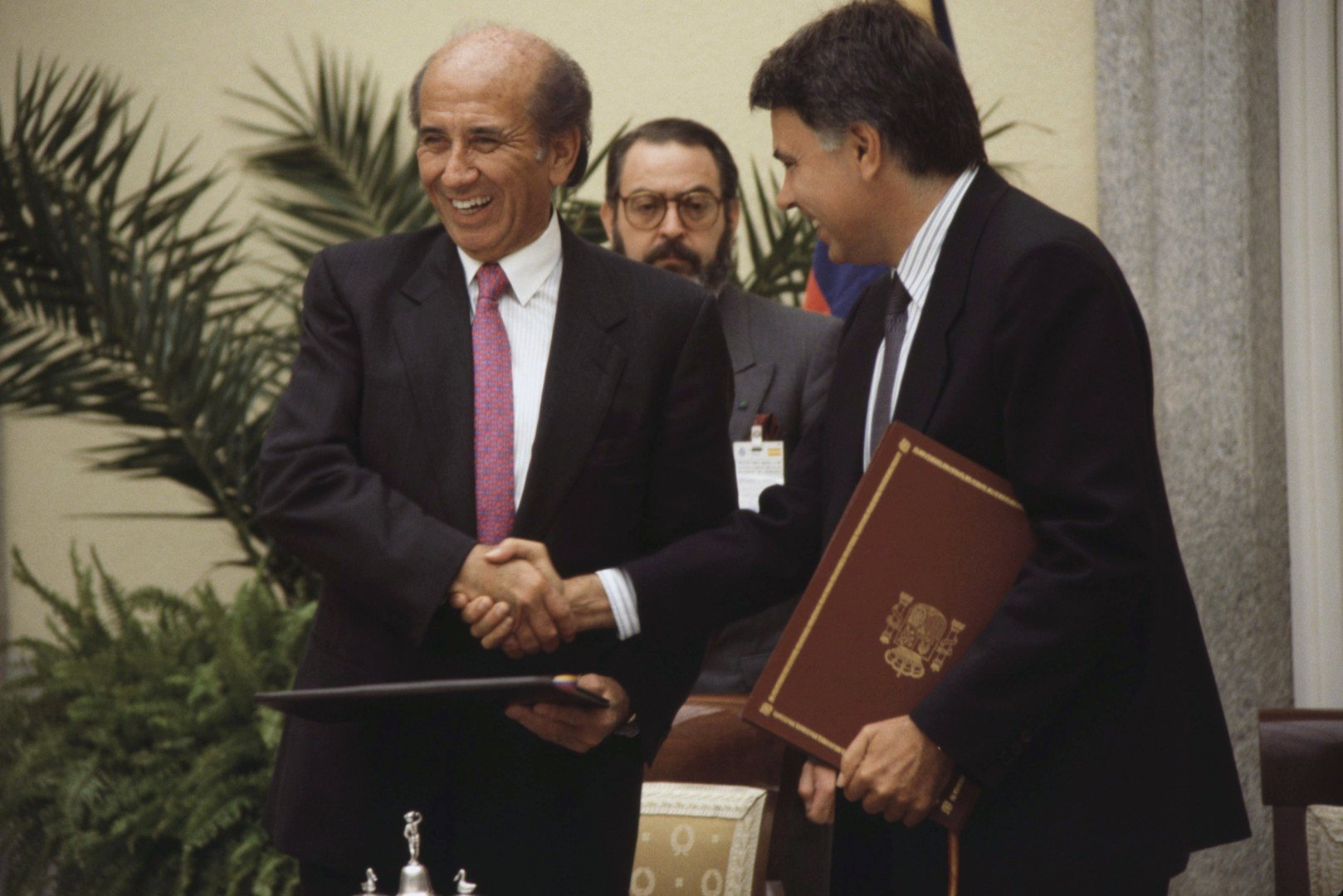
Perez e il primo ministro spagnolo Felipe González firmano nel 1990 il trattato di amicizia e cooperazione tra Spagna e Venezuela

I sanguinosi fatti, tipici delle peggiori dittature sudamericane, gli attirarono feroci critiche e perse il favore di gran parte dell'opinione pubblica. Cercò di riguadagnare consensi riducendo alcuni degli aumenti annunciati e mantenendo alcuni degli impegni presi come compensazione, ma rimase fedele al suo nuovo pragmatismo economico di stampo liberale. Il 1989 si chiuse con una crescita negativa del PIL del -8,1% e un tasso di inflazione dell'81%. L'anno dopo questi valori scesero al 4,4% e 36% e si registrò un calo del debito con l'estero, ma vi fu un drammatico aumento del tasso di popolazione che viveva sotto la soglia di povertà, che in due anni passò dal 15% al 45% nel 1990, e un aumento della disoccupazione e della criminalità. Il 1991 fu un anno positivo per l'economia venezuelana dovuto all'aumento del costo del greggio indotto dalla guerra del Golfo, ma in seguito l'OPEC costrinse la PDVSA a limitarne la produzione per stabilizzare i mercati e le entrate diminuirono. La privatizzazione di grandi enti statali non impedì l'aumento dell'inflazione. Nel frattempo non si erano fermati gli scioperi e le proteste del popolo, le cui condizioni economiche andavano peggiorando di pari passo con l'aumento della corruzione.
In questa preoccupante situazione si inserì il colpo di Stato tentato nella notte tra il 3 e il 4 febbraio 1992 da alcuni ufficiali del Movimento bolivariano guidati dal tenente colonnello dei paracadutisti Hugo Chávez, i quali occuparono zone nevralgiche della capitale e di altre importanti città. Pérez organizzò le operazioni delle truppe a lui fedeli che riportarono l'ordine arrestando circa 1.000 rivoltosi, tra i quali Chávez, durante gli incidenti in cui persero la vita 19 persone. Buona parte del popolo accolse favorevolmente il tentativo di Chávez, la cui popolarità e la cui ideologia da quel momento crebbero, mentre Pérez e i politici del vecchio sistema divennero sempre più impopolari. Il 27 novembre ebbe luogo un secondo tentativo di colpo di Stato, questa volta organizzato da militari di tutte e tre le armi e della guarda nazionale in collaborazione con attivisti di gruppi dell'estrema sinistra. Gli aerei dei ribelli bombardarono edifici delle maggiori istituzioni e per alcune ore presero il controllo di un'importante caserma e della televisione, da dove trasmisero un messaggio di Chávez, che cercarono invano di far liberare. Nei violenti combattimenti che seguirono, le forze regolari dell'esercito riportarono l'ordine eseguendo molti arresti. Alcuni dei ribelli riuscirono a rifugiarsi presso il governo di Alberto Fujimori in Perù e le stime sul numero dei morti varia tra i 171 dichiarati dall'esercito e i 300 di fonti non ufficiali. Il secondo colpo di Stato aumentò enormemente la popolarità di Chavez e indebolì ulteriormente Pérez, del quale il popolo non riconosceva più la legittimità. Alle elezioni amministrative locali del dicembre 1992, AD subì una dura sconfitta dai partiti COPEI, MAS e Causa Radical.

### Accuse, destituzione e condanna
Il 20 marzo 1993 un procuratore generale della repubblica mise sotto accusa Pérez per peculato doloso e malversazione. Il 20 maggio la Corte suprema dichiarò che le accuse erano fondate e il giorno dopo il Senato privò Pérez dell'immunità e lo sospese temporaneamente, affidando l'incarico ad interim al presidente del Senato Octavio Lepage Barreto. Pérez proclamò la sua innocenza ma dopo i 90 giorni previsti dalla Costituzione il Congresso nazionale lo destituì definitivamente il 31 agosto 1993. La presidenza fu quel giorno confermata a Ramón José Velásquez, che il 5 giugno aveva preso il posto di Lepage. Il 18 maggio 1994 Pérez fu arrestato e trasferito in un carcere di Caracas, due giorni dopo fu espulso dal suo partito Azione Democratica. Venne scarcerato e posto agli arresti domiciliari il 26 luglio; il processo ebbe inizio nel novembre 1994 e si concluse il 30 maggio 1996 con la condanna a 28 mesi per malversazione aggravata; in virtù della sua età avanzata gli fu concesso un regime di detenzione alleviato simile agli arresti domiciliari. Fu scarcerato il 18 settembre 1996, dato che la detenzione era iniziata nel maggio 1994.

### Nuovi processi e latitanza
L'ex presidente ritornò alla vita politica e il 20 marzo 1997 presentó il suo nuovo partito Movimiento de Apertura y Participación Nacional (MAPN) dichiarando di ispirarsi a ideali social-democratici, anche se la maggior parte dei suoi membri avevano trascorsi nel centro-destra liberale. Secondo alcuni il suo era il tentativo di farsi eleggere al Senato per riacquisire l'immunità parlamentare in vista di nuovi possibili processi. Il 14 aprile 1998 il Tribunale superiore di salvaguardia del patrimonio pubblico ordinó che fosse posto agli arresti domiciliari con l'accusa di appropriazione indebita di fondi pubblici per una cifra tra i 50.000 e i 900.000 dollari, dopo che erano stati scoperti in due banche di New York conti segreti cointestati a lui e alla convivente Cecilia Matos. I lunghi tempi dell'istruttoria non gli impedirono di iscrivere alle elezioni legislative del novembre 1998 il nuovo partito, che ottenne il 2,4% dei voti al Senato garantendogli un seggio in rappresentanza dello Stato di Táchira dove era nato. Alle presidenziali del mese successivo, che videro il grande trionfo di Hugo Chávez, il candidato del MAPN ottenne lo 0,3% delle preferenze. Grazie all'elezione a senatore, Pérez riacquisì l'immunità e gli arresti domiciliari furono revocati il 7 gennaio 1999.
Chávez diede però subito il via alla riforma della Costituzione e alle nuove elezioni del luglio 1999 Pérez non riuscì a garantirsi un posto nella Asamblea Nacional Constituyente, per la quale aveva rinunciato al seggio al Senato. Il 6 gennaio del 2000 la nuova Corte Suprema diede il benestare per la ripresa dei processi a suo carico. Il 20 dicembre 2001, un tribunale di Caracas ordinò l'arresto di Pérez e Cecilia Matos per la vicenda dei conti congiunti negli Stati Uniti. I due si trovavano però nella Repubblica Dominicana e il 3 aprile 2002 fu chiesta formalmente la loro estradizione. Scelse quindi la via della latitanza e si trasferì a vivere a Miami, dove divenne uno dei più tenaci oppositori del presidente Chávez. Il 23 ottobre 2003 fu colpito da un ictus che lo lasciò con una paralisi degli arti destri. Il 24 febbraio 2005 fu emesso un ordine di cattura a suo carico per la sua responsabilità quando era presidente nel massacro di centinaia di civili da parte delle forze dell'ordine durante le proteste del Caracazo del 28 febbraio 1989. Pérez rimase a Miami dove morì di arresto cardiaco il 25 dicembre 2010 al Mercy Hospital e, dopo una disputa tra la moglie separata e la convivente, fu trovato un accordo per rimpatriare la salma che fu sepolta a Caracas nell'agosto del 2011.